# Mistrzostwa Europy w Wioślarstwie 2009 – dwójka podwójna wagi lekkiej mężczyzn
Dwójka podwójna wagi lekkiej mężczyzn (LM2x) – konkurencja rozgrywana podczas Mistrzostw Europy w Wioślarstwie 2009 w Brześciu między 18 a 20 września.

## Harmonogram konkurencji
| Wydarzenie                  | Runda         |
| --------------------------- | ------------- |
| Piątek, 18 września 2009    | Eliminacje    |
| Piątek, 18 września 2009    | Repasaże      |
| Sobota, 19 września 2009    | Półfinały A/B |
| Sobota, 19 września 2009    | Finał C       |
| Niedziela, 20 września 2009 | Finał B       |
| Niedziela, 20 września 2009 | Finał A       |

## Medaliści
| Złoto                                       | Srebro                                | Brąz                                             |
| Grecja · Dimitris Mujos · Wasilis Polimeros | Włochy · Lorenzo Bertini · Elia Luini | Francja · Pierre-Etienne Pollez · Maxime Goisset |

## Wyniki

### Eliminacje
Reguła kwalifikacji: 1-3 → PA/B, 4.. → R

#### Eliminacje 1
| Miejsce | Zawodnik                              | Kraj       | Czas    | Uwagi |
| ------- | ------------------------------------- | ---------- | ------- | ----- |
| 1       | Pierre-Etienne Pollez Maxime Goisset  | Francja    | 6:38,51 | PA/B  |
| 2       | Pedro Fraga Nuno Mendes               | Portugalia | 6:46,63 | PA/B  |
| 3       | Vojtěch Bejblík Vlastimil Čabla       | Czechy     | 7:03,64 | PA/B  |
| 4       | Vladimir Polomartchuk Paul Kondrashov | Izrael     | 7:05,50 | R     |
| 5       | Smbat Gharabaghtsjan Makar Sargsjan   | Armenia    | 7:34,83 | R     |

#### Eliminacje 2
| Miejsce | Zawodnik                             | Kraj     | Czas    | Uwagi |
| ------- | ------------------------------------ | -------- | ------- | ----- |
| 1       | Lorenzo Bertini Elia Luini           | Włochy   | 6:41,33 | PA/B  |
| 2       | Mariusz Stańczuk Jerzy Kowalski      | Polska   | 6:51,11 | PA/B  |
| 3       | Ihor Chmara Walerij Czykyrynda       | Ukraina  | 6:59,99 | PA/B  |
| 4       | Andrej Jakubovskij Artūras Trukšinas | Litwa    | 7:10,67 | R     |
| 5       | Alexandr Bucico Mihail Popov         | Mołdawia | 7:12,77 | R     |

#### Eliminacje 3
| Miejsce | Zawodnik                                    | Kraj      | Czas    | Uwagi |
| ------- | ------------------------------------------- | --------- | ------- | ----- |
| 1       | Dimitris Mujos Wasilis Polimeros            | Grecja    | 6:39,47 | PA/B  |
| 2       | Joschka Hellmeier Florian Berg              | Austria   | 6:41,80 | PA/B  |
| 3       | Jesús Álvarez González Arnau Bertrán Sastre | Hiszpania | 6:43,98 | PA/B  |
| 4       | Złatko Karaiwanow Wasil Witanow             | Bułgaria  | 6:44,60 | R     |
| 5       | Siarhiej Bohusz Jauhien Celapun             | Białoruś  | 6:54,21 | R     |

### Repasaże
Reguła kwalifikacji: 1-3 → PA/B, 4... → FC
| Miejsce | Zawodnik                              | Kraj     | Czas    | Uwagi |
| ------- | ------------------------------------- | -------- | ------- | ----- |
| 1       | Złatko Karaiwanow Wasil Witanow       | Bułgaria | 6:38,47 | PA/B  |
| 2       | Siarhiej Bohusz Jauhien Celapun       | Białoruś | 6:40,80 | PA/B  |
| 3       | Andrej Jakubovskij Artūras Trukšinas  | Litwa    | 6:49,81 | PA/B  |
| 4       | Vladimir Polomartchuk Paul Kondrashov | Izrael   | 6:52,97 | FC    |
| 5       | Alexandr Bucico Mihail Popov          | Mołdawia | 7:04,09 | FC    |
| 6       | Smbat Gharabaghtsjan Makar Sargsjan   | Armenia  | 7:24,57 | FC    |

### Półfinały A/B
Reguła kwalifikacji: 1-3 → FA, 4... → FB

#### Półfinały A/B 1
| Miejsce | Zawodnik                                    | Kraj      | Czas    | Uwagi |
| ------- | ------------------------------------------- | --------- | ------- | ----- |
| 1       | Dimitris Mujos Wasilis Polimeros            | Grecja    | 6:29,02 | FA    |
| 2       | Pierre-Etienne Pollez Maxime Goisset        | Francja   | 6:30,84 | FA    |
| 3       | Mariusz Stańczuk Jerzy Kowalski             | Polska    | 6:33,78 | FA    |
| 4       | Jesús Álvarez González Arnau Bertrán Sastre | Hiszpania | 6:37,59 | FB    |
| 5       | Złatko Karaiwanow Wasil Witanow             | Bułgaria  | 6:44,59 | FB    |
| 6       | Siarhiej Bohusz Jauhien Celapun             | Białoruś  | 6:50,90 | FB    |

#### Półfinały A/B 2
| Miejsce | Zawodnik                             | Kraj       | Czas    | Uwagi |
| ------- | ------------------------------------ | ---------- | ------- | ----- |
| 1       | Lorenzo Bertini Elia Luini           | Włochy     | 6:28,52 | FA    |
| 2       | Pedro Fraga Nuno Mendes              | Portugalia | 6:28,83 | FA    |
| 3       | Joschka Hellmeier Florian Berg       | Austria    | 6:38,49 | FA    |
| 4       | Ihor Chmara Walerij Czykyrynda       | Ukraina    | 6:43,45 | FB    |
| 5       | Vojtěch Bejblík Vlastimil Čabla      | Czechy     | 6:55,71 | FB    |
| 6       | Andrej Jakubovskij Artūras Trukšinas | Litwa      | 7:02,93 | FB    |

### Finał C
| Miejsce | Zawodnik                              | Kraj     | Czas    | Uwagi |
| ------- | ------------------------------------- | -------- | ------- | ----- |
| 1       | Vladimir Polomartchuk Paul Kondrashov | Izrael   | 6:57,87 |       |
| 2       | Alexandr Bucico Mihail Popov          | Mołdawia | 7:03,16 |       |
| 3       | Smbat Gharabaghtsjan Makar Sargsjan   | Armenia  | 7:26,86 |       |

### Finał B
| Miejsce | Zawodnik                                    | Kraj      | Czas    | Uwagi |
| ------- | ------------------------------------------- | --------- | ------- | ----- |
| 1       | Złatko Karaiwanow Wasil Witanow             | Bułgaria  | 6:40,97 |       |
| 2       | Jesús Álvarez González Arnau Bertrán Sastre | Hiszpania | 6:41,50 |       |
| 3       | Siarhiej Bohusz Jauhien Celapun             | Białoruś  | 6:46,29 |       |
| 4       | Ihor Chmara Walerij Czykyrynda              | Ukraina   | 6:47,36 |       |
| 5       | Vojtěch Bejblík Vlastimil Čabla             | Czechy    | 6:49,73 |       |
| 6       | Andrej Jakubovskij Artūras Trukšinas        | Litwa     | 6:58,10 |       |

### Finał A
| Miejsce | Zawodnik                             | Kraj       | Czas    | Uwagi |
| ------- | ------------------------------------ | ---------- | ------- | ----- |
|         | Dimitris Mujos Wasilis Polimeros     | Grecja     | 6:28,21 |       |
|         | Lorenzo Bertini Elia Luini           | Włochy     | 6:31,45 |       |
|         | Pierre-Etienne Pollez Maxime Goisset | Francja    | 6:33,86 |       |
| 4       | Joschka Hellmeier Florian Berg       | Austria    | 6:35,54 |       |
| 5       | Pedro Fraga Nuno Mendes              | Portugalia | 6:38,80 |       |
| 6       | Mariusz Stańczuk Jerzy Kowalski      | Polska     | 6:43,36 |       |